# Europa (1789)
El Europa fue un navío de línea de la Armada Española de finales del siglo XVIII. Botado en 1789, se construyó en los astilleros coruñeses de Esteiro, parroquia de Muros. Sirvió durante once años hasta perderse por deterioro en el puerto de Manila (Filipinas) en 1801.

## Historia
Fue diseñado por el arquitecto naval español José Joaquín Romero y Fernández de Landa como un buque de armas de setenta y cuatro cañones de tercera categoría y con dos cubiertas. Tras su finalización, se unió a la flota europea española. Después de varios años de servicio, fue reasignado para servir en el Pacífico, por lo que partió de España hacia Concepción (Chile), donde llegó en febrero de 1796. Tras esta escala, recaló en Manila, principal urbe de las Filipinas, el 10 de octubre de 1796, acompañado por los navíos Montañés y San Pedro, junto con las fragatas de 34 cañones, Pilar y Fama.

## Servicio en la flota del Pacífico
Tras su llegada a Manila, el escuadrón en el que formó Europa operó en la zona durante las Guerras revolucionarias francesas y la Guerra anglo-española (1796-1802). En abril de 1797, el escuadrón sufrió graves daños a consecuencia de un tifón, lo que obligó a regresar a atracar y desmontar los barcos para realizar unas extensas tareas de reparaciones, que se llevaron a cabo en Cavite. Una fuerza británica bajo el mando de Edward Cooke allanó Manila en enero de 1798, y descubrió que Europa era uno de los barcos que estaban en reparación.
En enero de 1799, el Europa, Montañés y dos fragatas españolas partieron de Manila bajo el mando de Ignacio María de Álava, quien navegó hasta el sur de China, donde tenía la intención de interceptar el convoy anual de comerciantes de Gran Bretaña que regresaban a Europa desde Cantón. Los barcos españoles llegaron a la desembocadura del río de las Perlas, cerca de Macao, a fines de enero, donde se unieron dos fragatas francesas. El 27 de enero, la flota aliada luchó contra un compromiso inconcluso contra una fuerza de buques de guerra británicos enviados para escoltar el convoy. Durante la batalla, Europa intentó perseguir al HMS Intrepid, mucho más ligero; no obstante, los daños que recibió el Montañés obligaron a Álava a interrumpir su ataque y a retirarse a Manila. El Europa, con la fragata Fama, fueron enviados de nuevo a Macao en mayo de 1799, pero no pudieron interceptar ningún barco británico.
Después de su regreso a Manila, el Europa cayó en mal estado y ya no estaba listo para el servicio. Para el año 1801, según los informes, se encontraba en estado de descomposición en el puerto de Manila.